# Rauno Linnavuori
Rauno E. Linnavuori, né le 10 décembre 1927 à Turku (Finlande), mort le 26 février 2019, est un entomologiste finnois, spécialiste des Hémiptères.

## Formation
Rauno Linnavuori s'est intéressé à la nature depuis son enfance, car son oncle jardinier lui a appris à reconnaître les plantes ainsi que leurs noms latins. Il est ensuite fasciné par les insectes, et dès l'école secondaire supérieure, il participe aux réunions du Club entomologique de la Société zoologique et botanique de Turku, présentant des espèces nouvelles pour la Finlande. Il publie sa première description d'espèce nouvelle pour la science à 19 ans, l'année de son diplôme de fin d'études secondaires, celle de Calligypona simillima, aujourd'hui dans le genre Javesella, découverte à  Raisio. Il fait ses études à l'Université de Turku, obtenant son master en sciences en biologie en 1952, et son doctorat en 1959, portant sur le thème de la taxonomie des Auchenorrhyncha d'Amérique du Sud et des îles Pacifiques, basé sur des insectes de collections, et qui reste une référence pour les Deltocephalinae.

## Carrière et apport scientifique
Sur le plan professionnel, Rauno Linnavuori a enseigné la biologie au Lycée Puolala de Turku de 1960 à 1992. Il était considéré comme un bon professeur, mais était souvent en congé pour se consacrer à la recherche entomologique, au grand dam de ses étudiants.
En 1958, il est invité par l'Université de Jérusalem pour des recherches sur les hémiptères d'Israel, et il en revient fasciné par les zones de désert et de savane. Il a ainsi ultérieurement beaucoup collecté d'insectes dans les régions du Moyen-Orient et de la moitié nord de l'Afrique. Il a en particulier fait plusieurs voyages au Soudan et en Égypte, le premier en 1961, et un autre de 10 mois en 1962-1963 avec sa femme entre le Soudan, l'Éthiopie, la Somalie et le Yémen. En 1973, il effectue un autre voyage de huit mois au Nigeria et dans les pays adjacents du Niger, du Burkina Faso, la Côte d'Ivoire, le Ghana, au Togo, au Bénin, au Tchad, e République Centrafricaine et au Cameroun, avec sa femme et leur fille âgée de sept ans.
Pendant l'année académique 1976-1977, il part travailler comme professeur invité à l'Université d'État de l'Ohio, où il dirige des doctorants, fait un voyage de récolte au Mexique, étudie les Auchenorrhynches sud-américains, et publie en collaboration notamment avec Dwight M. DeLong. En 1977-1978, il enseigne à l'Université du roi Fayçal, à Al Husuf en Arabie Saoudite, ce qui lui permet de prospecter dans les zones désertiques de l'est et du nord-est de la péninsule arabique. Pendant deux ans, entre 1979 et 1981, il vit en Iraq, en tant que Directeur de directeurr de la recherche entomologique aux Ministère de l'Agriculture à Bagdad, qui lui met une voiture avec chauffeur à disposition, et lui permet de collecter dans des zones militaires ou frontalières normalement interdites d'accès. 
En 1992, il est invité par la Faculté des Sciences de l'Université de Sanaa au Yémen, mais le lycée Puolala n'est plus d'accord de lui accorder congé, si bien que Linnavuori donne sa démission. Car le Yémen était un pays fermé et il tient à pouvoir y aller. Il y fait un séjour de quatre mois.
Il est invité en Iran pour la première fois en 1994 par la Faculté d'Agriculture de l'Université Ferdowsi de Machhad, en 1995 par la Faculté d'Agriculture de l'Université de Guilan à Racht, où il organise une formation sur les Miridae, et peut collecter avec un assistant dans diverses régions de la province. En accord avec le Département de Recherche taxomonique sur les insectes  du Ministère de l'Agriculture de Téhéran, il peut également collecter dans les provinces de Téhéran et de l'Elbourz. Après son mariage avec sa troisième femme, iranienne, il voyage chaque année un à deux mois en Iran, dans différentes régions du pays. 
Il a publié depuis 1948, avec un total de 306 publications taxonomiques, concernant les Hétéroptères (en particulier les Miridae), les Auchenorrhyncha (en particulier les Cicadellidae) et les Coléoptères. Au total, il a décrit 308 genres et sous-genres et 2894 espèces et sous-espèces, correspondant à une moyenne de presque 42 espèces nouvelles décrites par année.
Au sein des punaises (Hétéroptères), Linnavuori a décrit des taxons appartenant à 44 familles, au sein des sept infra-ordres connus, avec 96 taxons de niveau générique, 1459 taxons de niveau spécifique valides et 5 taxons de niveau infraspécifique invalides. Les groupes auxquels il a le plus contribué sont
- les Miridae, 44 genres et 778 taxons spécifiques ou de niveau inférieur,
- les Pentatomidae 27 genres et 167 taxons spécifiques ou de niveau inférieur,
- les Rhpyarochromidae, 1 genre et 75 taxons spécifiques ou de niveau inférieur,
- les Cydnidae, 8 genres et 60 taxons spécifiques ou de niveau inférieur,
- les Coreidae, 6 genre et 56 taxons spécifiques ou de niveau inférieur,
- les Reduviidae, 1 genre et 50 taxons spécifiques ou de niveau inférieur.

Au sein des Cicadomorpha, Rauno Linnavuori a décrit 19 taxons du niveau famille, 206  du niveau genre ou sous-genre, 1267 taxons valides du niveau spécifique ou inférieur (ainsi que 16 taxons de ce niveau considérés comme invalides). Au sein des Fulgoromorpha, il a décrit 5 genres (dont 4 restent valides) et 168 espèces (dont 161 restent valides) dans 15 des 21 familles reconnues.
La première partie de sa collection a été vendue au Musée américain d'histoire naturelle (AMNH) en 1987. Ultérieurement, à partir de 1999, il envoie des parties de sa collection au Musée national du pays de Galles. 

## Hommages
174 taxons ont été nommés en son hommage. 